# Епархия Бугенвиля
 Епархия Бугенвиля (лат. Dioecesis Buganvillensis) — епархия Римско-католической церкви c центром на острове Бугенвиль, Папуа – Новая Гвинея. Епархия Бугенвиля входит в митрополию Рабаула. Кафедральным собором епархии Бугенвиля является собор Успения Пресвятой Девы Марии

## История
23 мая 1898 года Святой Престол учредил апостольскую префектуру Германских Соломоновых островов, выделив её из апостольского викариата Новой Померании (сегодня — Архиепархия Рабаула).
21 января 1904 года апостольская префектура Германских Соломоновых островов в апостольскую префектуру Центральных Соломоновых островов.
31 мая 1930 года Римский папа Пий XI выпустил апостольское послание Cum in praefectura, которым преобразовал апостольскую префектуру Центральных Соломоновых островов в апостольский викариат.
11 июня 1959 года апостольский викариат Центральных Соломоновых островов передал часть своей территории новому апостольскому викариату Западных Соломоновых островов (сегодня — Епархия Гизо).
15 ноября 1966 года Римский папа Павел VI издал буллу Laeta incrementa, которой преобразовал апостольский викариат в епархию Бугенвиля.

## Ординарии епархии
- епископ Eugen Englert (1899—1904);
- епископ Joseph Forrestier (1904—1918);
- епископ Maurice Boch (1920—1929);
- епископ Thomas James Wade (3.07.1930 — 1960);
- епископ Leo Lemay (14.06ю1960 — 1.07.1974);
- епископ Gregory Singkai (1.07.1974 — 12.09.1996);
  - Sede vacante (1996—1999)
- епископ Henk Kronenberg (19.04.1999 — 15.12.2009);
- епископ Bernard Unabali (15.12.2009 — 10.08.2019, до смерти);
- епископ Dariusz Piotr Kałuża, M.S.F. (12.09.2020 — по настоящее время).